# Howard Porter
Howard Porter (né le 31 août 1948 à Stuart, en Floride et mort le 26 mai 2007  à Minneapolis, au Minnesota) est un joueur professionnel américain de basket-ball, qui, après une carrière dans le sport universitaire, joua pendant sept saisons, de 1971 à 1978, dans le Championnat NBA de basket-ball.

## Biographie

### Disparition et décès
Howard Porter disparut le 18 mai 2007. Il fut retrouvé grièvement blessé à Minneapolis (Minnesota), dans les premières heures du 19 mai et mourut le 26 des suites des blessures reçues lors de l'agression dont il fut victime

## Carrière

### Université
Avant d'intégrer l'université, Howard Porter joua dans l'équipe de la Booker High School de Sarasota (Floride), où il fut surnommé « Geez » par ses partenaires, qui trouvaient qu'il pouvait jaillir en l'air comme un geyser. Le sommet de sa carrière sportive au niveau de la high school intervint en 1967, lorsqu'il conduisit Booker au championnat interscolaire de basket-ball « Catégorie A » de Floride.
Porter joua ensuite après son entrée à l'université, dans l'équipe des Wildcats de Villanova, où il fut à trois reprises sélectionné dans l'équipe nationale universitaire. Il mena Villanova en finale du championnat NCAA de basket-ball en 1971, perdue contre UCLA sur le score de 68-62. Porter fut désigné Most Outstanding Player du tournoi, après avoir marqué 25 points en finale. Cependant, il ne reçut pas cette récompense honorifique parce qu'il avait signé un contrat professionnel avec les Condors de Pittsburgh de l'American Basketball Association vers le milieu de sa dernière année universitaire.

### Carrière professionnelle
Malgré le contrat signé, Howard Porter ne porta jamais les couleurs des Condors de Pittsburgh, puisqu'il rejoignit directement l'équipe NBA des Bulls de Chicago en 1971, à sa sortie de l'université.  Il joua sept saisons dans le championnat NBA, et joua en outre pour les Knicks de New York, les Pistons de Détroit, et enfin les Nets du New Jersey. Sa meilleure saison professionnelle fut la saison 1976-77, lorsqu'il marqua 13,2 points de moyenne et 5,9 rebonds, pour les Pistons.